# Haradzienski harmidar
Haradzienski harmidar (biał. Гарадзенскі гармідар, pol. Grodzieński harmider) – debiutancki album studyjny białoruskiego zespołu folk-punkowego Dzieciuki, wydany 10 lutego 2014 roku przez wydawnictwo Haradzienskaja biblijateka. Część utworów znalazła się również na wydanym dwa lata wcześniej minialbumie o tej samej nazwie. Koncertowa prezentacja płyty odbyła się 22 lutego 2014 roku w mińskim klubie Re:Public przy udziale zespołów Tłuszcz i Pomidor/off.

## Lista utworów
| Nr  | Tytuł utworu                               | Oryginalna pisownia tytułu               | Długość |
| --- | ------------------------------------------ | ---------------------------------------- | ------- |
| 1.  | „Mużyckaja prauda”                         | «Мужыцкая праўда»                        | 2:11    |
| 2.  | „Chłopcy-bałachoucy”                       | «Хлопцы-балахоўцы»                       | 3:17    |
| 3.  | „Sumnaje rehi”                             | «Сумнае рэгі»                            | 4:27    |
| 4.  | „Kosiu”                                    | «Косю»                                   | 2:58    |
| 5.  | „Lasnyja braty”                            | «Лясныя браты»                           | 3:03    |
| 6.  | „Karczma”                                  | «Карчма»                                 | 3:52    |
| 7.  | „Czastuchany”                              | «Частуханы»                              | 3:18    |
| 8.  | „Zabytaja mahiła”                          | «Забытая магіла»                         | 4:53    |
| 9.  | „Pieśnia pra haradzienskaha hastarbajtera” | «Песьня пра гарадзенскага гастарбайтэра» | 3:07    |
| 10. | „Naszyja tanki” (cover Zachara Maja)       | «Нашыя танкі»                            | 2:17    |
| 11. | „Pa harach” (cover The Real McKenzies)     | «Па гарах»                               | 2:29    |
|     |                                            |                                          | 35:52   |

## Twórcy

### Muzycy
- Pasza „Trouble” Trublin – wokal, dudy
- Aleś Dzianisau – wokal, gitara akustyczna, harmonijka ustna (utwór 7)
- Andrej „Piton” Piatko – wokal, gitara basowa
- Mikoła „Kalamba” Palakou – akordeon
- Locha Pudzin – gitara
- Sania „Syr” Syrajeżka – perkusja
- Kastuś „Kasteła” Putronak – wokal (gościnnie, utwór 4)
- Andrej Pudzin – gitara (utwór 7)
- Wasil „Chippar” Wałoszczyk – flet indyjski

### Pozostali
- Dzianis Żyhawiec – teksty piosenek
- Styu Kramer – zapis
- Pawieł Siniła – mastering
- Wiera Stoma – okładka[5]